# Tatiana Trouvé

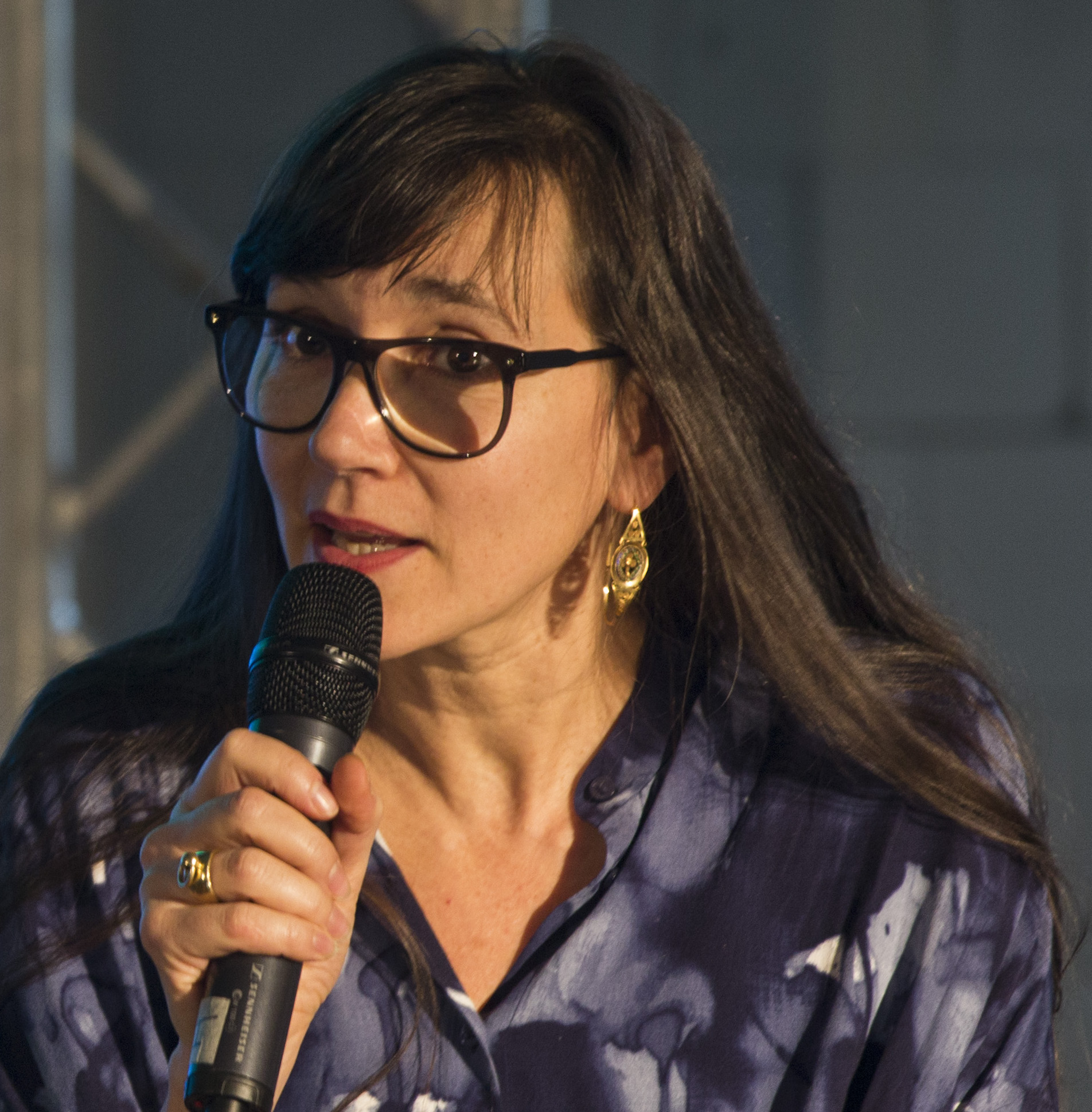
Tatiana Trouvé, 2015

Tatiana Trouvé (* 4. August 1968 in Cosenza, Italien) ist eine französisch-italienische Künstlerin. Sie ist eine Bildhauerin und Installationskünstlerin, die in Paris lebt und arbeitet.

## Leben und Werk

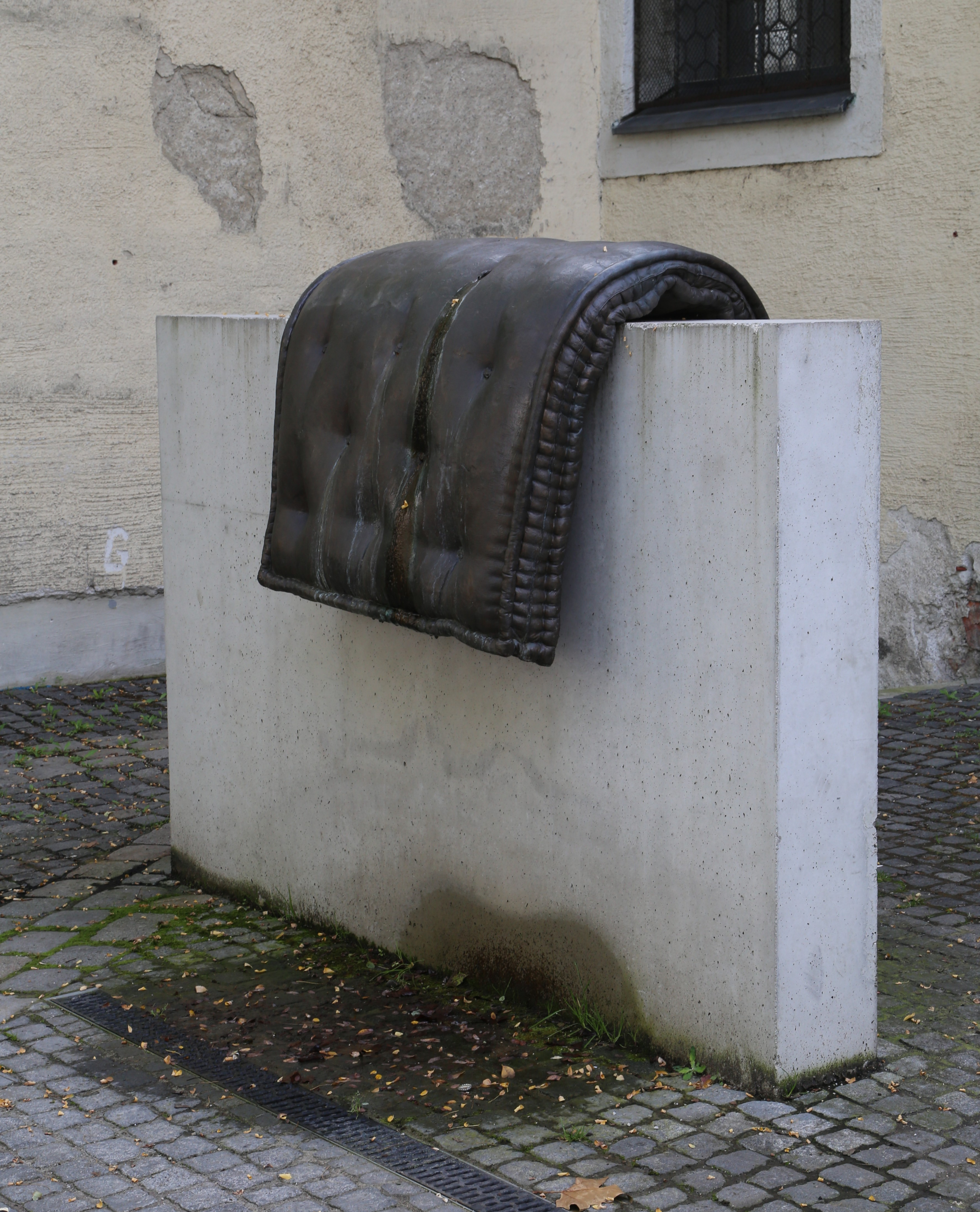
Waterfall, München

Trouvé ist die Tochter einer italienischen Mutter und eines französischen Vaters. Sie verbrachte ihre frühe Kindheit in Orco Feglino, Italien, und lebte vom achten bis zum 15. Lebensjahr in Dakar, Senegal. Sie machte 1989 ihren Abschluss an der Kunstschule in der Villa Arson in Nizza und zog 1990 in die Niederlande, wo sie zwei Jahre lang Artist in Residence an den Ateliers 63 in Haarlem war.
Sie unterrichtet an der École nationale supérieure des beaux-arts de Paris.
Ihr Werk umfasst Bronzeskulpturen, Installationen, Objekte, Zeichnungen sowie die Gestaltung der Ausstellungsräume und thematisiert das Verhältnis von Raum und Zeit.

## Preise und Auszeichnungen (Auswahl)
- 2001: Prix Fondation d’entreprise Ricard[4]
- 2007: Prix Marcel Duchamp[5]
- 2019: Rosa-Schapire-Kunstpreis[6]
- 2020: Offizier des französischen Verdienstordens Ordre des Arts et des Lettres[7]

## Ausstellungen (Auswahl)
- 2007: auf der Biennale di Venezia
- 2008: Galerie Johann König, Berlin: Density Of Time
- 2010: auf der Biennale von São Paulo
- 2014/15: Kunsthalle Nürnberg: I tempi doppi (in Zusammenarbeit mit dem Kunstmuseum Bonn[8] und dem Museion Bozen)
- 2022: Le grand atlas de la désorientation, Centre Georges-Pompidou, Paris[9]